# Tuoba hispanica
Tuoba hispanica är en mångfotingart som först beskrevs av Frederik Vilhelm August Meinert 1870.  Tuoba hispanica ingår i släktet Tuoba och familjen storjordkrypare. Inga underarter finns listade i Catalogue of Life.